# Mikaela Johansson
Mikaela Johansson född 26 november 1991 i Borlänge, är en svensk handbollstränare och handbollsspelare.

## Karriär

### Som spelare
Mikaela Johansson fick sin handbollsfostran i Borlänge HK. Som 17-åring gick hon säsongen 2008/09 till Avesta Brovallen HF för spel i elitserien, men redan säsongen efter, sommaren 2009, gick hon över till seriekonkurrenten Skövde HF. Med Skövde deltog hon i EHF-cupen säsongerna 2009/10 samt 2010/11.. 
Johansson spelade för Kristianstad HK mellan 2015 och 2017, för vilka hon gjorde 169 mål. Säsongen 2017/18 flyttade hon till Tyskland för spel med SV Union Halle-Neustadt, men flyttade tillbaka till Sverige säsongen därpå för spel i Skara HF. Efter tre säsonger i Skara meddelade Johansson den 6 maj 2021 att hon avslutade karriären för att istället satsa på sitt jobb som nyexaminerad maskiningenjör.
Uppehållet varade dock inte så länge, redan den 18 juli 2021 presenterades Mikaela Johansson av moderklubben Borlänge HK. Emellertid blev det en kortvarig comeback i moderklubben då hon redan under försäsongen drog på sig en skada som stoppade fortsatt spel. Inför säsongen 2022/23 presenterades Johansson som spelade tränare av Stockholmsklubben Hammarby IF.

### Som tränare
När det svenska landslaget i beachhandboll återupplivades 2022 efter flera års uppehåll tog Mikaela Johansson över som förbundskapten för landslaget. Johansson presenterades den 7 oktober 2022 som spelande tränare för Hammarby IF.